# ديني ماثيوز
ديني ماثيوز (بالإنجليزية: Denny Matthews)‏ هو لاعب كرة قاعدة ومعلق رياضي أمريكي، ولد في 14 نوفمبر 1942 في جاكسونفيل في الولايات المتحدة.